# Bao Thai
Bao Thai (volledige naam: Le Duy Duong) was een Vietnamees keizer uit de Le dynastie. Hij regeerde van 22 mei 1705 tot april 1729 (de regeerperiode hoeft niet overeen te komen met de periode waarin de regeernaam gold!). Zijn eerste regeernaam (nien hieu mei) was Vinh Thinh, van mei 1705 tot 8 februari 1720. Zijn tweede regeernaam (nien hieu) was Bao Thai, van 8 februari 1720 tot 27 april 1729. Na zijn overlijden (dang ton hieu) werd hij Hoa Hoang genoemd.